# Grand Stechlinsee
Le Grand Stechlinsee est un lac allemand d'une superficie de 4,12 km2 au nord de Berlin dans le land de Brandebourg.

## Source de la traduction
- (de) Cet article est partiellement ou en totalité issu de l’article de Wikipédia en allemand intitulé « Großer Stechlinsee » (voir la liste des auteurs).